# Mikołaj Bułharyn
Mikołaj Bułharyn herbu Bułat – kasztelan wołkowyski w 1793 roku, marszałek powiatu wołkowyskiego w 1792 roku, podkomorzy wołkowyski w 1773 roku, miecznik wołkowyski w 1765 roku, członek konfederacji targowickiej.